# محسن جابر
محسن جابر رجل أعمال مصري هو مالك شركة عالم الفن للإنتاج الغنائي وقناة مزيكا ويعتبر أشهر رجال الأعمال الموجودين على الساحة الإعلامية في العالم العربي.

## سيرته
محسن جابر مواليد قرية خرسيت بطنطا وحاليا هي جزء من مدينة طنطا محافظة الغربية وبها منطقة استاد طنطا أو تسمى (طنطا الجديدة) وتقرب منها قرية عاطفة أبو جندى شمالا مسقط رأس المطرب محمد فوزى وهدى سلطان وقرية شوبر الجارة لها مسقط رأس بطل رفع الاثقال وصاحب أول ميدالية ذهبية لمصر والعرب كابتن/السيد نصير وقرية سبرباى شرقا مسقط راس الفريق أول شهيد/عبد المنعم رياض ومن قريته خرسيت ومن عائلتة الطالب الشهيد/على على جابر من أوائل شهداء ثورة 1919 والمنشد الدينى / الحاج محى الدين الموزى ولا ننسى ان خرسيت امتداد عمرانى لمدينة طنطا الشمالي الشرقي وينتهى بها أهم وأجمل شارع بطنطا وهو شارع البحر مسقط الفنانة أمينة رزق وهي تنحدر من عائلة جميل إحدى عائلات خرسيت ومحمد الحلو ومسمى خرسيت (خورسيت) فرعونى ويعنى ارض عبادة الله وبها مسجد العمرى اثر إسلامي للحقبة العمرية بدخول عمروبن العاص مصر ويوجد اثر فرعونى ولكن أهل خرسيت لم يهتموا به ولا الجهات المعنية وهو حوض مياه كبير من الصخور وقائمة اطلاله حتى الآن وير مبنى من مواد البناء بل تلاصق الصخور.فهده لمحه عن المنشاء اما والده الاستاد محمد جابر وكان من الرجال المتدينين ويعمل مدير عام الضرائب ومن ذوى الأملاك في طنطا واخيه المهندس إبراهيم ويعمل أستاذ في جامعة طنطا وأخيه مصطفى وهو خريج كلية التجارة ويعمل منذ تخرجه مع محسن كشركاء، ومحسن جابر رجل أعمال مصري طنطاوى صاحب شركة عالم الفن للأنتاج الغنائي وصاحب قنوات مزيكا ويعتبر أشهر رجال الأعمال الموجدون على الساحة الاعلامية في العالم العربي ومتزوج من مهندسة ديكور ولديه ثلاثة أبناء ذكور محمد، مصطفى وشريف يدرسون بالجامعة الأمريكية بالقاهرة.

## عالم الفن
محسن جابر يعتبر من أقدم وأشهر المنتجين العرب، حيث كانت أولى إنتاجاته منتصف السبعينات من خلال ألبومات محمد الكحلاوي (حب الرسول يابا)و (مدد يا نبى)و (لاجل النبى)، وعرف بحبه للفن الخليجي والعربي منذ صغره، حيث كان أحد المشاركين في إنتاج البوم فنان العرب محمد عبده «يا مركب الهند» و«ايوه» والآن أصبح محمد عبده من اعز واقرب اصدقائه.محسن جابر رئيس شركات «مزيكا القابضة». وتمتلك شركة «عالم الفن» كتالوجات عدة شركات، على رأسها شركة «صوت الفن» التي تحتوي على تراث عبد الحليم حافظ ومحمد عبد الوهاب وصباح وشادية وآخرين، وأيضا كتالوج «جولدن كاسيت» وتحتوى على جميع أغانى سميرة سعيد وتمتلك « صوت الحب للإنتاج الفني والتوزيع» وتحتوي على تراث هاني شاكر ومحمد فؤاد ومدحت صالح وأحمد عدوية وأيضا «موريفون» وتضم وردة الجزائرية وسميرة سعيد ونجاة الصغيرة وآخرين وأيضا «صوت لبنان» وفيها أعمال فريد الأطرش وأيضا كتالوجات ام كلثوم، فضلا على تملك «عالم الفن» لكتالوجات كل من عمرو دياب وميادة الحناوي ومحمد الحلو وفايزة أحمد وعزيزة جلال. كما اشترى محسن جابر كتالوجات الشركة السعودية «فرسان» لصاحبها خالد بن محفوظ وتحتوي على أعمال الفنانة أصالة نصري والفنان أحمد عدوية وعبد المنعم الغامدي.
تستحوذ على أكثر من 80% من الإنتاج الموسيقى الغنائى في المنطقة العربية فضلا عن انه قام عام 2003 بأنشاء أول قناة عربية غنائية باسم (مزيكا) ثم عام 2004 أطلق القناة الثانية (مزيكا زووم) .

## وصلات خارجية
- محسن جابر على موقع قاعدة بيانات الأفلام العربية